# Poste (futsal)
Pour les articles homonymes, voir Poste (homonymie).
Le poste en futsal (appelé aussi position) est le rôle assigné à chacun des joueurs d'une équipe lors d'un match de futsal.
Une équipe est composée d'un gardien de but et de quatre joueurs de champ, qui se répartissent les postes en fonction du dispositif tactique choisi. Les caractéristiques et qualités de chaque joueur définissent un poste de départ.
À la différence d'autres sports collectifs, le poste de départ évolue durant toutes les phases de jeu. Les joueurs sont amenés à se déplacer régulièrement, effectuer des rotations, permuter pour mettre en difficulté l’équipe adverse et désorganiser sa défense. La nature fluide du futsal, l'absence d'hors-jeu et la taille du terrain font que les joueurs de champ couvrent généralement l'ensemble de ce dernier, mais qu'ils ont généralement des rôles principaux. Tous les systèmes n'utilisent pas tous les postes.

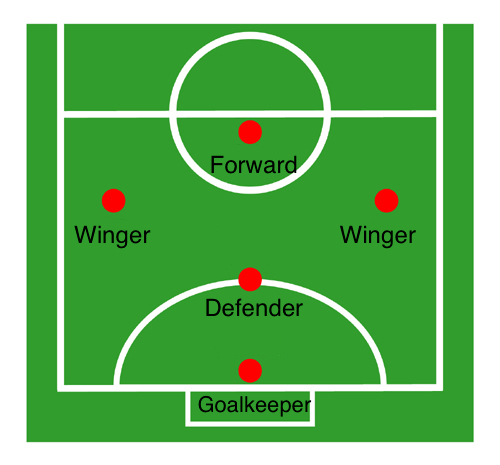
Postes au futsal.

## Les différents postes

### Gardien de but
Au futsal, le gardien de but est le joueur chargé de protéger le but de son équipe, de manière que le ballon n'en franchisse pas la ligne. Il peut utiliser, dans sa surface de réparation, tout son corps y compris ses bras et ses mains, contrairement aux autres joueurs.
Ce rôle se rapproche plus de celui vu au handball qu'au football. Dans la grande majorité, les gardiens de futsal ne portent pas de gants, contrairement à leurs homologues sur herbe, et sont davantage confrontés à des face à face avec les adversaires, comme au handball.
Les règles du futsal limitent les possibilités de jouer avec le gardien. Lorsqu'il est dans sa propre moitié de terrain, il ne peut conserver le ballon plus de cinq secondes et ne peut pas non plus le jouer une deuxième fois sans qu'un adversaire n'ait touché le ballon entre-temps.

### Défenseur / fixe / meneur
Joueur placé devant le gardien de but, il est censé intercepter la balle et la relancer vers l’avant. En fonction de son rôle et de l'équipe qui a la balle (la sienne ou l'adversaire), son appellation change mais sa mission reste sensiblement identique : rester fixe en retrait pour couvrir ses coéquipiers, pouvoir réagir défensivement et mener les offensives.

### Ailier
L’ailier se déplace en permanence le long de la ligne de touche ou vers l'axe du terrain et est responsable de donner plus de largeur au jeu. Souvent les joueurs les plus habiles et les plus créatifs, et qui jouent un rôle crucial tant en attaque qu'en défense.

### Pivot
Le pivot est le joueur placé le plus haut de son équipe. Il joue généralement de deux manières :
- dos au but adverse en appui capable de protéger le ballon et remiser pour permettre aux ailiers de tirer au but en bloquant la sortie du défenseur ou se retourner rapidement sans perdre la balle[1] ;
- se tenir au deuxième poteau ou dans le dos des défenseurs[1].

Le pivot est le premier défenseur et déclencheur du pressing, ses actions déterminent si l’équipe doit défendre haut ou bas.

### Universel
Certains joueurs sont dits "universels" et peuvent s'adapter à plusieurs postes dans le champ.

## Schéma de jeu
Bien que le futsal soit basé sur les déplacements des joueurs en possession de la balle, les équipes mettent en place des organisations de joueurs en fonction de leur qualité et leur défaut :
- 1-2-1 : positionnement de base où le défenseur, les deux ailiers et le pivot sont facilement identifiables par leur placement en losange ;
- 3-1 : les ailiers sont davantage proches du défenseur ;
- 1-3 : à l'inverse du précédent, les ailiers jouent plus haut, proche du pivot ;
- 4-0 : les joueurs sont alignés presque en ligne droite pour attaquer. L'objectif est de faire avancer la défense aussi en ligne droite pour créer des espaces dans son dos et supprimer la possibilité de couvertures[4] ;
- Y : l'équipe possède deux joueurs haut et deux autres dans l'axe l'un derrière l'autre.

## Jeu sans gardien
sans gardien : il est autorisé de faire sortir le gardien du but pour jouer dans une autre position comme joueur de champ. Il s'agit soit du même joueur ou d'un autre entrée en jeu à la place du portier. Il s'agit d'un recours tactique généralement temporaire, que l’on observe surtout quand une équipe est menée au score et qu’il reste peu de temps à jouer. L'objectif est d'avoir une supériorité numérique en attaque, tout en laissant son but vide.